# ليدوس
شركة ليدوس. هي شركة أمريكية متخصصة في الدفاع والطيران وتكنولوجيا المعلومات والأبحاث الطبية الحيوية ، ومقرها في ريستون بولاية فيرجينيا ، وتقدم خدمات علمية وهندسية وتكامل الأنظمة وخدمات تقنية. تأسست شركة ليدوس باسم شركة تطبيقات العلوم الدولية (سايك)،  واندمجت مع قطاع تكنولوجيا المعلومات في شركة لوكهيد مارتن  ، وأنظمة المعلومات والحلول العالمية ( لوكهيد مارتن أي أس& جي أس )، في أغسطس 2016 لإنشاء أكبر مزود لخدمات تكنولوجيا المعلومات في صناعة الدفاع. يُعد اندماج ليدوس- لوكهيد مارتن أحد أكبر المعاملات حتى الآن في توحيد قطاع الدفاع. تتعاقد ليدوس على نطاق واسع مع وزارة الدفاع ووزارة الأمن الداخلي ومجتمع الاستخبارات ، بالإضافة إلى وكالات حكومية أمريكية أخرى وأسواق تجارية مختارة.

شعار شركة سايك (2010)

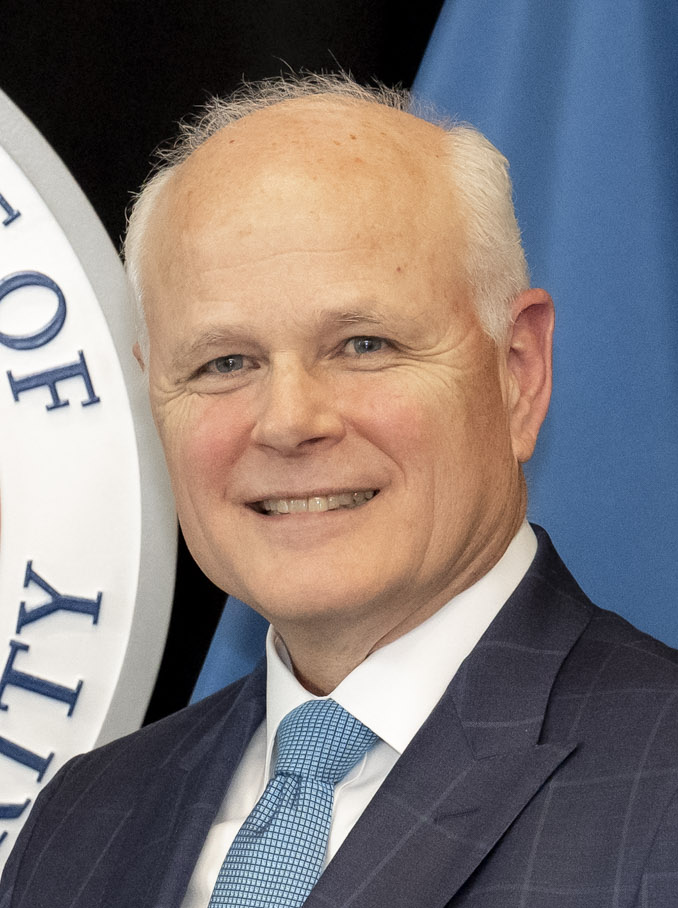
توم بيل الرئيس التنفيذي لشركة ليدوس في عام 2025

## أنظر أيضاً
- أفضل 100 مقاول في الحكومة الفيدرالية الأمريكية

## قراءة إضافية
- Beyster، Dr.J. Robert؛ Economy، Peter (2007). The SAIC Solution: How We Built an $8 Billion Employee-Owned Technology Company (ط. 1st). Hoboken, NJ: Wiley. ISBN:978-0-470-09752-6. مؤرشف من الأصل في 2025-03-16.

## روابط خارجية
- الموقع الرسمي